# Juan Santiago (República Dominicana)
Juan Santiago és, des del 2005, un municipi de la República Dominicana a la província d'Elías Piña. L'any 2002 tenia 4491 habitants.  Limita amb els municipis El Cercado (est), Las Matas de Farfán (est i nord) El Llano (nord i oest), Hondo Valle (oest), Postrer Río i Los Ríos (sud). El municipi està format pel districte municipal de Juan Santiago (codi 07070601).
El 29 d'abril de 1987, per la Llei n.º 37-87, la secció Juan Santiago del municipi de Hondo Valle, passà a ser un districte municipal, amb la unió de les seccions de:
- Juan Santiago (zona urbana).
- Juan Santiago.
- Juan de La Cruz.
- Sabana de la Loma.
- Monte Mayor.

El 9 de maig de 2005, en aplicació de la llei 217-05, va passar a ser un municipi de la província d'Elías Piña.
La principal activitat econòmica del municipi és l'agropecuària (cafetera) i la ramaderia.